# Tromatobia lineiger
Tromatobia lineiger är en stekelart som beskrevs av Morley 1914. Tromatobia lineiger ingår i släktet Tromatobia och familjen brokparasitsteklar. Inga underarter finns listade i Catalogue of Life.